# 메가스트럭쳐
《메가스트럭쳐》(MegaStructures)는 내셔널 지오그래픽 채널과 영국의 Five, 프랑스의 France 5에서 방영되고 있는 다큐멘터리 시리즈이다.
각각 방송 내용은 단순히 건설 현장만을 보여 주는 것이 아니라 구조물 건설, 그 건물의 작동에 필요한 임원 관리 등을 다양한 시각에서 보여 준다. 《메가스트럭쳐》의 방송 내용 안에는 대부분 디자이너와 임원을 인터뷰하여 지금은 광범위하게 쓰이고 있는 그 프로젝트 당시에 있었던 문제점 해결에 대해서 보여 준다. 《메가스트럭쳐》는 가장 크고, 길고, 넓은 것과 같이 극단적인 구조물과, 두바이 팜 아일랜드와 같이 진귀하거나 세계 최초의 건축물에 대해서 주로 초점을 맞춘다. 이런 시리즈물들은 히스토리 채널의 《Modern Marvels》와 디스커버리 채널의 《Extreme Engineering》과 유사하다.